# John Arcilla
Romeo Gonzales Arcilla, detto John (Iloilo, 24 giugno 1966), è un attore filippino.
È noto principalmente per aver interpretato il generale Antonio Luna nella produzione filippina Heneral Luna e di Renato Hipolito nella serie Ang Probinsyano. Alla 78ª edizione della Mostra del cinema di Venezia, è stato lodato per la sua interpretazione in On the Job 2: The Missing 8, per la quale viene premiato con la Coppa Volpi.

## Filmografia parziale

### Cinema
- On the Job 2: The Missing 8 (2021)

## Riconoscimenti
- Coppa Volpi per la migliore interpretazione maschile 2021